# Tetralycosa
Genre
Tetralycosa est un genre d'araignées aranéomorphes de la famille des Lycosidae.

## Distribution
Les espèces de ce genre sont endémiques d'Australie.

## Liste des espèces
Selon World Spider Catalog (version 18.0, 08/07/2017) :
- Tetralycosa adarca Framenau & Hudson, 2017
- Tetralycosa alteripa (McKay, 1976)
- Tetralycosa arabanae Framenau, Gotch & Austin, 2006
- Tetralycosa baudinettei Framenau & Hudson, 2017
- Tetralycosa caudex Framenau & Hudson, 2017
- Tetralycosa eyrei (Hickman, 1944)
- Tetralycosa floundersi Framenau & Hudson, 2017
- Tetralycosa halophila Framenau & Hudson, 2017
- Tetralycosa oraria (L. Koch, 1876)
- Tetralycosa orariola Framenau & Hudson, 2017
- Tetralycosa rebecca Framenau & Hudson, 2017
- Tetralycosa williamsi Framenau & Hudson, 2017
- Tetralycosa wundurra (McKay, 1979)

## Publication originale
- Roewer, 1960 : Araneae Lycosaeformia II (Lycosidae). Exploration du Parc National de l'Upemba Mission G.F. de Witte, vol. 55, p. 519-1040.